# Butherium erythropus
Butherium erythropus là một loài bọ cánh cứng trong họ Cerambycidae.